# Фирюбин, Николай Павлович
Никола́й Па́влович Фирю́бин (22 марта (4 апреля) 1908, Симбирск — 12 февраля 1983, Москва) — советский государственный и партийный деятель, дипломат. Чрезвычайный и полномочный посол.

## Биография

Могила Фирюбина на Новодевичьем кладбище Москвы.

Трудовую деятельность начал с 16 лет строительным рабочим. Член ВКП(б) с 1929 года. После окончания Московского авиационного института (1935) работал на авиазаводе, с 1938 года — на руководящей партийной и советской работе.
В 1940—1943 секретарь Московского обкома ВКП(б).
В годы Великой Отечественной войны — уполномоченный Государственного Комитета Обороны, член Военного совета Гвардейских миномётных частей КА.
В 1943—1949 годах — секретарь Московского горкома ВКП(б).
В 1949—1950 годах — слушатель курсов переподготовки при ЦК ВКП(б).
В 1950—1953 годах — начальник технического управления, заместитель председателя Московского горисполкома.
С 1953 года до последних дней жизни был на дипломатической работе: советник, чрезвычайный и полномочный посол СССР в Чехословакии (1954—1955) и Югославии (1955—1957), заместитель министра иностранных дел СССР (1957—1983), генеральный секретарь Политического консультативного комитета государств — участников Варшавского договора, участвовал в ряде международных конференций и совещаний.
В 1953—1961 годах являлся депутатом Верховного Совета СССР. Кандидат в члены ЦК КПСС (1956—1966).
Награждён многими правительственными наградами.

### Семья
Был трижды женат.
Дети от первого брака: дочь Маргарита и сын Николай.
Вторая жена — Е. А. Фурцева, министр культуры СССР (1956—1974).
После смерти Е. А. Фурцевой (1974) Н. П. Фирюбин ушёл к Клеопатре Гоголевой (1927—2016) — вдове Александра Васильевича Гоголева, секретаря Московского обкома КПСС. Они жили на соседних дачах. Клеопатра Гоголева была значительно моложе Е. А. Фурцевой.

## Киновоплощения
- 2011 — Фурцева. Легенда о Екатерине — Александр Домогаров